# ماريو مورينو (لاعب كرة قدم)
ماريو مورينو (بالإسبانية: Mario Moreno Burgos)‏ (31 ديسمبر 1935 بسانتياغو في تشيلي - 2 مارس 2005 بسانتياغو في تشيلي) هو مدرب كرة قدم ولاعب كرة قدم تشيلي في مركز الهجوم، شارك في كأس العالم 1962. وشارك مع منتخب تشيلي لكرة القدم. أما مع النوادي، فقد لعب مع كولو-كولو.

## وصلات خارجية
- ماريو مورينو على موقع الاتحاد الدولي (مؤرشف)  (الإنجليزية)
- ماريو مورينو على موقع قاعدة بيانات كرة القدم.إي يو (الإنجليزية)
- ماريو مورينو على موقع ناشيونال فوتبول تيمز (الإنجليزية)
- ماريو مورينو على موقع Soccerway.com (الإنجليزية)
- ماريو مورينو على موقع عالم كرة القدم.نت (الإنجليزية)